# Niklas Frank
Niklas Frank (* 9. März 1939 in München) ist ein deutscher Journalist und Buchautor.

## Leben

### Herkunft und Werdegang
Der Sohn des nationalsozialistischen Politikers Hans Frank (1900–1946) und dessen Frau Brigitte (geb. Herbst, 1895–1959) hatte vier Geschwister, zwei Brüder und zwei Schwestern. Sein Vater, zwischen 1939 und 1945 Chef des Generalgouvernements für die von Deutschland besetzten polnischen Gebiete und als solcher an zahlreichen Kriegsverbrechen beteiligt, wurde als „Schlächter von Polen“ bekannt, seine Mutter nannte sich „Königin von Polen“. Sein Vater wurde im Nürnberger Prozess gegen die Hauptkriegsverbrecher 1946 zum Tode verurteilt und gehängt.
Niklas Frank besuchte vom zwölften Lebensjahr bis zum Abitur das Carl-Hunnius-Internat in Wyk auf Föhr. Zu seinen Mitschülern gehörten die beiden Söhne des ebenfalls in Nürnberg gehenkten Reichsaußenministers Joachim von Ribbentrop. Seine Mutter starb 1959, kurz nach seinem zwanzigsten Geburtstag. Frank studierte dann Germanistik, Soziologie und Geschichte, wurde Journalist und arbeitete von 1973 an für die deutsche Ausgabe des Magazins Playboy; 1979 wechselte er als Reporter zum Wochenmagazin Stern.

### Beiträge zur Vergangenheitsbewältigung am Beispiel der eigenen Familie
1987 sorgte Niklas Frank mit dem Buch Der Vater. Eine Abrechnung für Aufsehen. Er rekonstruierte das Leben seines Vaters aufgrund jahrelanger Recherchen, die ihm das ungeheure Ausmaß von dessen Verbrechen klar machten. Das Buch wurde zunächst als Serie mit dem Titel Mein Vater, der Nazimörder im Stern veröffentlicht und löste heftige Kontroversen aus, u. a. weil er darin behauptete, als Jugendlicher zu Phantasien über die Hinrichtung seines Vaters aus Hass auf ihn masturbiert zu haben.
Niklas Frank schreibt dazu:
„Es gibt Väter, die zeugen einen täglich neu. So, wie der meine mich. Ich schlug mich mit ihm herum, ein Leben lang. Erst innerlich. Dann exhibitionierte ich, schrieb einen wüsten Text, ungefiltert durch bürgerlichen Geschmack, genau so ekelhaft, wie deutsche und österreichische Bürger während des ‚Dritten Reiches‘ ihren Verbrechen nachgingen, oder Hitler und seine Verbrecher schützten, stützten, verehrten, liebten – und die große Zeit bis heute nicht vergessen haben. (…) Wenn man seinen Vater verfolgt, wie ich, wenn man in sein Hirn hineinkriecht, wie ich, wenn man seine Feigheiten studiert, und sie wieder findet, wie ich bei mir, wenn man bei den Recherchen sieht, welch Gierzapfen meine Mutter war, wie sie das Generalgouvernement Polen als Supermarkt auffasste, in dem sie als ‚Frau Generalgouverneur‘ die Preise selbst bestimmen konnte, wenn man, wie ich mit ihr, durch die Gettos fuhr und Pelze auflud aus den jüdischen Geschäften, deren Inhaber fälschlicherweise glaubten, durch Brigitte Frank ihr Leben retten zu können, dann kann aus all dem Leid und Hass zwischen den Leichenbergen nur eines entstehen: Die Groteske.“
Als Teil seiner Vergangenheitsbewältigung ließ Frank 1985 den Sarg Carl Schmitts kurz vor dessen Beisetzung in der Friedhofskapelle öffnen, da er Schmitt als seinen leiblichen Vater vermutete und sich dessen durch Einnahme des Augenscheins vergewissern wollte.
2005 und 2013 folgten in den Büchern Meine deutsche Mutter und Bruder Norman ebenso schonungslose Auseinandersetzungen mit der eigenen Mutter und dem älteren Bruder.
2015 war Niklas Frank neben Horst Wächter, dem Sohn von Otto Wächter, SS-Gruppenführer und Gouverneur von Krakau, Protagonist in dem Dokumentarfilm What Our Fathers Did: A Nazi Legacy. Für den Film reisten die beiden ehemaligen Jugendfreunde gemeinsam nach Polen und in die Ukraine, wo Frank versuchte, Wächter davon zu überzeugen, die Schuld seines Vaters einzugestehen.
2016 erschien sein Buch Dunkle Seele – feiges Maul, in dem Frank anhand von Entnazifizierungsakten aus verschiedenen Landesarchiven einen weiteren Blick auf die Schuld der Deutschen und den Umgang mit dieser nach dem Ende des Zweiten Weltkrieges wirft. Frank vertritt darin die These, dass „ein direkter Weg von der missglückten Entnazifizierung in das schwer rechtslastige Verhalten der schweigenden Mehrheit der Deutschen von heute führt“.

## Werke

### Schriften
- Der Vater. Eine Abrechnung. C. Bertelsmann, München 1987; Neuausgabe 2014, ISBN 978-3-00-046307-5.
- Raubritter. Reichtum aus dem Hinterhalt. Das erschröckliche und geheime Leben der Heckenreiter und Wegelagerer. C. Bertelsmann, München 2002, ISBN 3-570-02157-2; Marixverlag, Wiesbaden 2005, ISBN 978-3-86539-034-9.
- Meine deutsche Mutter. C. Bertelsmann, München 2005; Neuausgabe 2014, ISBN 978-3-00-045080-8.
- Bruder Norman! „Mein Vater war ein Naziverbrecher, aber ich liebe ihn“. J.H.W. Dietz, Bonn 2013, ISBN 978-3-8012-0438-9.
- Dunkle Seele, feiges Maul. Wie absurd, komisch und skandalös sich die Deutschen beim Entnazifizieren reinwaschen. J.H.W. Dietz, Bonn 2016, ISBN 978-3-8012-0405-1.
- Auf in die Diktatur! Die Auferstehung meines Nazi-Vaters in der deutschen Politik. Ein Wutanfall. J.H.W. Dietz, Bonn 2020, ISBN 978-3-8012-0566-9.
- Meine Familie und ihr Henker: Der Schlächter von Polen, sein Nürnberger Prozess und das Trauma der Verdrängung. J.H.W. Dietz, Bonn 2021,  ISBN 978-3-8012-0610-9.
- Zum Ausrotten wieder bereit? Wir deutschen Antisemiten – und was uns blüht. J.H.W. Dietz, Bonn 2023, ISBN 978-3-8012-0661-1.

### Hörspiel
- 2014: Bei mir hing Vati immer pünktlich am Galgen. Produktion: NDR, Regie Christine Nagel, Dauer ca. 75 Min. Ausgezeichnet als Hörspiel des Monats September 2014.[5]

## Rezeption
- In dem Roman Gebürtig (1992) von Robert Schindel ist Niklas Frank als Konrad Sachs porträtiert.
- Bei den Wiener Festwochen kam 1995 das Theaterstück Der Vater – Eine blutige Komödie des israelischen Autors Joshua Sobol auf die Bühne, das auf Niklas Franks Buch Der Vater (1987) basiert. Regie: Paulus Manker. Bei dem multimedialen Theaterprojekt wurden Originalton- und -filmaufnahmen von Hans Frank sowie Privatfotos verwendet.[6]
- Niklas Frank ist ein Protagonist in dem Dokumentarfilm Meine Familie, die Nazis und Ich (2012) des israelischen Regisseurs Chanoch Ze'evi über die Nachfahren von NS-Tätern.[7]
- Die Arbeiten von Niklas Frank wurden von der Sozialwissenschaftlerin Konstanze Hanitzsch in ihrem Buch „Deutsche Scham – Gender, Medien, ´Täterkinder`“ sehr kritisch beurteilt.[8] Niklas Frank protestierte gegen Hanitzschs Darstellung. Über Hanitzschs Buch und ihre Analysen entbrannte zwischen Martin Jander (Berlin) und Florian Kappler (Zürich) auf haGalil ein heftiger Streit.[9]